# Премия «Золотой орёл» за лучшую женскую роль второго плана
Премия «Золотой орёл» за лучшую женскую роль второго плана вручается ежегодно Национальной Академией кинематографических искусств и наук России, начиная с первой церемонии в 2003 году.

## Список лауреатов и номинантов
★ Победители выделены цветом. 

### 2000-е
| Год  | Церемония | Фотография лауреата     | Актриса              | Фильм                           | Роль                 |
| ---- | --------- | ----------------------- | -------------------- | ------------------------------- | -------------------- |
| 2003 | 1-я       |                         | ★ Ольга Волкова      | «Сказ про Федота-стрельца»      | Баба-яга             |
| 2003 | 1-я       | • Александра Куликова   | «Апрель»             | Алла                            |                      |
| 2003 | 1-я       | • Виктория Толстоганова | «Антикиллер»         | проститутка Тамара              |                      |
| 2004 | 2-я       |                         | ★ Инна Чурикова      | «Идиот»                         | Лизавета Прокофьевна |
| 2004 | 2-я       | • Ольга Будина          | «Идиот»              | Аглая Епанчина                  |                      |
| 2004 | 2-я       | • Татьяна Лаврова       | «Кино про кино»      | Татьяна Юрьевна                 |                      |
| 2005 | 3-я       |                         | ★ Елена Яковлева     | «Мой сводный брат Франкенштейн» | Рита                 |
| 2005 | 3-я       | • Ирина Купченко        | «Ночь светла»        | Зинаида Антоновна               |                      |
| 2005 | 3-я       | • Римма Маркова         | «Ночной дозор»       | ведьма Дарья Шульц              |                      |
| 2006 | 4-я       |                         | ★ Нина Русланова     | «Настройщик»                    | Люба                 |
| 2006 | 4-я       | • Рената Литвинова      | «Настройщик»         | Лина                            |                      |
| 2006 | 4-я       | • Мария Миронова        | «Статский советник»  | Жюли                            |                      |
| 2007 | 5-я       |                         | ★ Чулпан Хаматова    | «Многоточие»                    | Урсула               |
| 2007 | 5-я       | • Лия Ахеджакова        | «Изображая жертву»   | работница японского ресторана   |                      |
| 2007 | 5-я       | • Анна Михалкова        | «Изображая жертву»   | младший лейтенант Люда          |                      |
| 2008 | 6-я       |                         | ★ Мария Аронова      | «Артистка»                      | Муся                 |
| 2008 | 6-я       | • Нина Русланова        | «Два в одном»        | рабочая сцены                   |                      |
| 2008 | 6-я       | • Ия Саввина            | «Слушая тишину»      | Алтаева                         |                      |
| 2009 | 7-я       |                         | ★ Ирина Купченко     | «Розыгрыш»                      | Мария Васильевна     |
| 2009 | 7-я       | • Анна Михалкова        | «Живи и помни»       | Надежда                         |                      |
| 2009 | 7-я       | • Ксения Раппопорт      | «Качели»             | Инна Максимовна                 |                      |
| 2010 | 8-я       |                         | ★ Нина Усатова       | «Поп»                           | матушка Алевтина     |
| 2010 | 8-я       | • Полина Кутепова       | «Чудо»               | Наташа Артемьева                |                      |
| 2010 | 8-я       | • Анна Михалкова        | «Сумасшедшая помощь» | дочка                           |                      |

### 2010-е
| Год  | Церемония | Фотография лауреата     | Актриса                     | Фильм                            | Роль                       |
| ---- | --------- | ----------------------- | --------------------------- | -------------------------------- | -------------------------- |
| 2011 | 9-я       |                         | ★ Юлия Пересильд            | «Край»                           | Софья                      |
| 2011 | 9-я       | • Валерия Ланская       | «Рябиновый вальс»           | Маруся Городецкая                |                            |
| 2011 | 9-я       | • Мария Звонарёва       | «Человек у окна»            | Ирина Дронова                    |                            |
| 2012 | 10-я      |                         | ★ Елена Лядова              | «Елена»                          | Катерина                   |
| 2012 | 10-я      | • Евгения Добровольская | «Громозека»                 | Лариса Громова                   |                            |
| 2012 | 10-я      | • Ирина Розанова        | «2 дня»                     | Лариса Петровна                  |                            |
| 2013 | 11-я      |                         | ★ Виктория Толстоганова     | «Шпион»                          | Петракович                 |
| 2013 | 11-я      | • Татьяна Друбич        | «Последняя сказка Риты»     | Надежда Михайловна               |                            |
| 2013 | 11-я      | • Надежда Михалкова     | «Любовь с акцентом»         | Надя                             |                            |
| 2014 | 12-я      |                         | ★ Нина Усатова              | «Легенда № 17»                   | врач                       |
| 2014 | 12-я      | • Елена Валюшкина       | «Горько!»                   | Татьяна, мама Наташи             |                            |
| 2014 | 12-я      | • Ксения Раппопорт      | «Распутин»                  | Муня Головина                    |                            |
| 2015 | 13-я      |                         | ★ Северия Янушаускайте      | «Звезда»                         | Маргарита                  |
| 2015 | 13-я      | • Екатерина Гусева      | «Weekend»                   | Жанна, жена Лебедева             |                            |
| 2015 | 13-я      | • Евгения Добровольская | «На дне»                    | Василиса                         |                            |
| 2016 | 14-я      |                         | ★ Мария Кожевникова         | «Батальонъ»                      | Наталья Татищева           |
| 2016 | 14-я      | • Равшана Куркова       | «Про Любовь»                | Оля                              |                            |
| 2016 | 14-я      | • Анна Чиповская        | «Без границ»                | Полина                           |                            |
| 2017 | 15-я      |                         | ★ Елена Яковлева            | «Самый лучший день»              | Татьяна                    |
| 2017 | 15-я      | • Юлия Ауг              | «Ученик»                    | Инга Южина                       |                            |
| 2017 | 15-я      | • Ирина Пегова          | «Экипаж»                    | Елена Синицына                   |                            |
| 2018 | 16-я      |                         | ★ Алиса Фрейндлих           | «Карп отмороженный»              | Людмила                    |
| 2018 | 16-я      | • Валентина Теличкина   | «Большой»                   | Людмила Сергеевна Унтилова       |                            |
| 2018 | 16-я      | • Анна Михалкова        | «Мешок без дна»             | женщина в доме князя             |                            |
| 2019 | 17-я      |                         | ★ Светлана Ходченкова       | «Довлатов»                       | актриса, подруга Довлатова |
| 2019 | 17-я      | • Ирина Горбачёва       | «История одного назначения» | Софья Андреевна Толстая          |                            |
| 2019 | 17-я      | • Мария Аронова         | «Лёд»                       | Ирина Сергеевна Шаталина, тренер |                            |

### 2020-е
| Год  | Церемония | Фотография лауреата    | Актриса                   | Фильм                       | Роль                     |
| ---- | --------- | ---------------------- | ------------------------- | --------------------------- | ------------------------ |
| 2020 | 18-я      |                        | ★ Евгения Брик            | «Одесса»                    | Мира                     |
| 2020 | 18-я      | • Мария Миронова       | «Громкая связь»           | психолог Ева, жена Льва     |                          |
| 2020 | 18-я      | • Ксения Раппопорт     | «Одесса»                  | Лора                        |                          |
| 2021 | 19-я      |                        | ★ Мария Аронова           | «Лёд 2»                     | Ирина Сергеевна Шаталина |
| 2021 | 19-я      | • Надежда Михалкова    | «Лёд 2»                   | Анна                        |                          |
| 2021 | 19-я      | • Софья Эрнст          | «Союз спасения»           | Анна Бельская               |                          |
| 2022 | 20-я      |                        | ★ Ирина Горбачёва         | «Огонь»                     | Зоя, роженица            |
| 2022 | 20-я      | • Дарья Коныжева       | «Пара из будущего»        | Саша в 2020                 |                          |
| 2022 | 20-я      | • Северия Янушаускайте | «Серебряные коньки»       | Северина Генриховна         |                          |
| 2023 | 21-я      |                        | ★ Дарья Балабанова        | «Здоровый человек»          | Таня                     |
| 2023 | 21-я      | • Ольга Лапшина        | «Огород»                  | Элла                        |                          |
| 2023 | 21-я      | • Елена Панова         | «Сердце Пармы»            | нянька Табарга, жена Полюда |                          |
| 2024 | 22-я      |                        | ★ Александра Ребенок      | «1993»                      | Вика                     |
| 2024 | 22-я      | • Мария Лобанова       | «Край надломленной луны»  | Соня                        |                          |
| 2024 | 22-я      | • Елена Яковлева       | «Поехавшая»               | мать Анны                   |                          |
| 2025 | 23-я      |                        | ★ Елена Лядова            | «Воздух»                    | Маргарита                |
| 2025 | 23-я      | • Виктория Исакова     | «Сто лет тому вперёд»     | Кира Селезнева              |                          |
| 2025 | 23-я      | • Алёна Бабенко        | «Любовь Советского Союза» | Клавдия Лактионова          |                          |

## Лидеры среди лауреатов

### 2 премии
1. Нина Усатова (2010 - Поп, 2014 - Легенда № 17) - 2 номинации
2. Елена Яковлева (2005 - Мой сводный брат Франкенштейн, 2017 - Самый лучший день) - 3 номинации
3. Мария Аронова (2008 - Артистка, 2021 - Лёд 2) - 3 номинации

## Лидеры среди номинантов

### 4 номинации
- Анна Михалкова (2007 - Изображая жертву, 2009 - Живи и помни, 2010 - Сумасшедшая помощь, 2018 - Мешок без дна)

### 3 номинации
- Ксения Раппопорт (2009 - Качели, 2014 - Распутин, 2020 - Одесса)
- Мария Аронова (2008 - Артистка, 2019 - Лёд, 2021 - Лёд 2) - 2 премии

### 2 номинации
- Нина Русланова (2006 - Настройщик, 2008 - Два в одном) - 1 премия
- Ирина Купченко (2005 - Ночь светла, 2009 - Розыгрыш) - 1 премия
- Виктория Толстоганова (2003 - Антикиллер, 2013 - Шпион) - 1 премия
- Нина Усатова (2010 - Поп, 2014 - Легенда № 17) - 2 премии
- Евгения Добровольская (2012 - Громозека, 2015 - На дне)
- Елена Яковлева (2005 - Мой сводный брат Франкенштейн, 2017 - Самый лучший день) - 2 премии
- Мария Миронова (2006 - Статский советник, 2020 - Громкая связь)
- Надежда Михалкова (2013 - Любовь с акцентом, 2021 - Лёд 2)
- Ирина Горбачёва (2019 - История одного назначения, 2022 - Огонь) - 1 премия
- Северия Янушаускайте (2015 - Звезда, 2022 - Серебряные коньки) - 1 премия